# 963

## Esdeveniments
- Fundació de Luxemburg.
- Otó I derrota Miecislau I de Polònia.
- Lleó VIII inicia el seu papat, durant un temps simultani al del Papa Joan XII.

## Necrològiques
- Romà II, emperador romà d'Orient